# روبي هارت (لاعب كرة قدم)
روبي هارت (بالإنجليزية: Robbie Hart)‏ هو لاعب كرة قدم وحكم كرة قدم بريطاني، ولد في 9 أكتوبر 1947 في دارلينغتون في المملكة المتحدة.